# Крістіансунн (аеропорт)
Аеропорт Крістіансунн (норв. Kristiansund lufthavn) — міжнародний аеропорт міста Крістіансунн, Норвегія. Розташований у Квернбергеті на острові Нордландет і є єдиним регулярним аеропортом, який обслуговує Нордмере. Аеропорт має злітно-посадкову смугу довжиною 2390 м, з напрямком 07/25. Окрім регулярних рейсів, що здійснюються Scandinavian Airlines і Widerøe, він обслуговує офшорні вертолітні рейси до Норвезького моря, які обслуговує CHC Helikopter Service. У 2018 році аеропорт обслужив 314 084 пасажирів.
Крістіансунн був другим аеропортом, який відкрився в Мере-ог-Ромсдал, польоти почали виконувати 1 липня 1970 року. До 2004 року основну частину польотів здійснювала компанія Braathens SAFE, яка виконувала як прибережні рейси, так і до Осло. Перший вертолітний термінал було відкрито в 1982 році, а новий пасажирський термінал було завершено в 1989 році. Другий вертолітний термінал відкрився в 1994 році. Злітно-посадкова смуга була подовжена з початкових 1830 м до поточної довжини в 2012 році. У 2017 році було завершено будівництво нового терміналу.

## Історія
Перші рейси до Крістіансунна були частиною маршруту Берген — Тронгейм, який Норвезькі авіалінії (DNL) створили в 1935 році. DNL відновив свої маршрути в 1948 році, а Lufttransport почав сполучення через аеропорт Олесунн до Осло. З 1949 року обидва вони були передані авіакомпанії West Norway Airlines, яка проіснувала до ліквідації авіакомпанії в 1957 році.
Люфтваффе майже завершило будівництво аеропорту Аукра, Госсен під час Другої світової війни, а в 1950-х роках влада вирішила завершити об'єкт і зробити його центральним аеропортом Мере-ог-Ромсдала. Місцева ініціатива в Олесунні переконала парламент у 1957 році, що замість нього слід побудувати аеропорт Олесунн Вігра. Відкрито в 1958 році. Цей аеропорт був визнаний парламентом достатнім для всього округу, маршрути гідролітаків були припинені того ж сезону. Погані дороги та три пороми означали, що час їзди до Вігри на той час становив близько п'яти годин.
Пропозиції щодо аеропорту в Крістіансунні були вперше пролунали в 1954 році, з Квернбергетом як кращим місцем і з орієнтовною інвестиційною вартістю 6,5 мільйонів норвезьких крон. Однак його було призупинено через плани Госсена. Як у Молде, так і в Крістіансунні було незадоволення вибором Вігри, і обидва муніципалітети створили аеропортові комісії в 1959 році, щоб розглянути можливість будівництва власних аеропортів. Комісію Крістіансунна очолював Вільям Далл, і того ж року муніципалітет купив ділянку 54 гектарів у Квернбергеті, щоб зарезервувати її для майбутнього аеродрому.

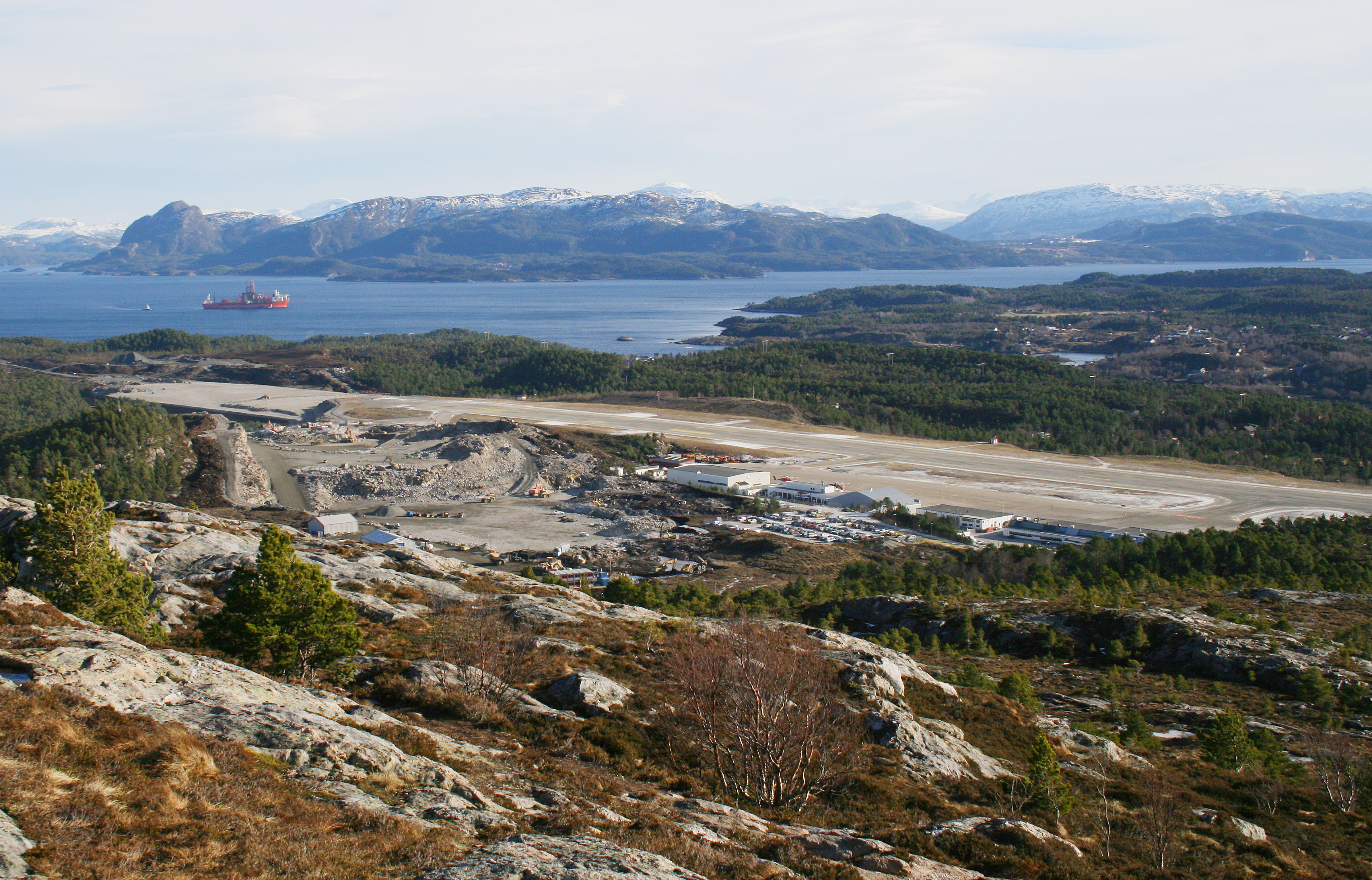
Квернбергет у 2011 році

І в Крістіансунні, і в Молде дебати зосереджувалися навколо того, чи мають їхні відповідні райони Нордмере та Ромсдал мати свій відповідний аеропорт чи спільний аеродром. У 1962 році була створена національна комісія аеропортів, яка розглядала основні структури аеропортів, у тому числі в Нордмере та Ромсдалі. У двох містах було мало зацікавленості у співпраці, і обидва хотіли мати власний аеропорт, розташований недалеко від центру міста. Комісія рекомендувала у своєму звіті від 16 грудня 1964 року, щоб Крістіансунн і Молде обидва були серед дев'яти рекомендованих аеропортів. Крістіансунн отримав найвищий пріоритет, а Молде — найнижчий.
Квернбергет був затверджений парламентом 2 квітня 1968 року. Він отримав специфікації того часу, які базувалися на злітно-посадковій смузі довжиною 1920 м. Будівництво тривало 19 місяців і коштувало 31 мільйон норвезьких крон. Офіційне відкриття відбулося 31 червня 1970 року, а роботи розпочалися наступного дня.
І Braathens SAFE, і Scandinavian Airlines System (SAS) подали заявку на обслуговування маршруту аеропорту Осло-Форнебу з Крістіансунна. Braathens також подали заявку на розширення свого прибережного маршруту до Квернбергета. Міністерство хотіло, щоб компанія Braathens SAFE здійснювала польоти за цим маршрутом із концесією, наданою SAS, але Braathens SAFE відхилили це. Натомість їм надали тимчасово обидва маршрути. Новий аеропорт отримав три щоденні рейси до Осло, два з яких здійснювалися через Олесунн, і чотири рейси на маршруті Західного узбережжя до аеропорту Бергена та аеропорту Тронгейма. Польоти здійснювалися з використанням турбогвинтових двигунів Fokker F27 Friendship і турбореактивних двигунів Fokker F28 Fellowship. Widerøe включив Крістіансунн як частину своєї прибережної мережі, яка простягалася до аеропорту Ерланн і на південь до регіональних аеропортів у Согн-ог-Фьордане.
Молде вирішив, що не чекатиме державного фінансування, і розпочав будівництво аеропорту Молде за муніципальне фінансування. Новий аеропорт відкрився 5 квітня 1972 року. Він відрізав половину водозбірної зони Квернбергета, значно зменшивши кількість пасажирів і послуги з аеропорту Крістіансунн. Квернбергет обслужив 88 246 пасажирів у 1971 році, але після того, як Молде відкрив такий високий рівень, ця цифра була досягнута пізніше вже в 1985 році.
З відкриттям бази для буріння нафти на початку 1980-х років влада вирішила, що Крістіансунн стане центром операцій у цьому регіоні. Це викликало необхідність морських польотів гелікоптерів до бурових установок. Вертолітна служба побудувала базу в Квернбергеті і почала польоти 1 липня 1982 року. Braathens відкрив операційну будівлю площею 200 м² в 1985 році. Далі термінал було розширено; вартістю NOK 27 мільйонів, він був відкритий 12 квітня 1989 року. Хоча з 1972 року він літав рідко, регулярні чартерні рейси почали виконувати в 1982 році. Перший інклюзивний туристичний рейс стартував у 1988 році.
На рубежі десятиліть дебати про необхідність двох аеропортів для обслуговування Нордмере та Ромсдалу відновилися, викликані Крістіансуннським фіксованим сполученням, яке прибрало єдиний пором між двома містами, але незабаром дебати знову затихли. Busy Bee взяла на себе частину маршруту Braathens. Коли компанія припинила свою діяльність у 1992 році, регіональні прибережні маршрути перейшли до Norwegian Air Shuttle. Новий вертолітний термінал площею 1400 кв м. був відкритий того ж року. Гелікоптерні послуги продовжували становити все більш важливу частину трафіку — 26 відсотків у 1997 році та 47 відсотків у 2007 році. У 1993 році компанія Widerøe зняла свою компанію Twin Otters і вийшла з Крістіансунна.
Braathens SAFE запровадила рейси з Крістіансунна до Ставангера в 1997 році через збільшення нафтових перевезень. Крім того, Абердин став важливим пунктом призначення, і між містами здійснювалися регулярні чартерні рейси, до п'яти на тиждень. City Star Airlines обслуговувала регулярні маршрути між двома містами з 2005 року до припинення діяльності авіакомпанії в 2008 році.

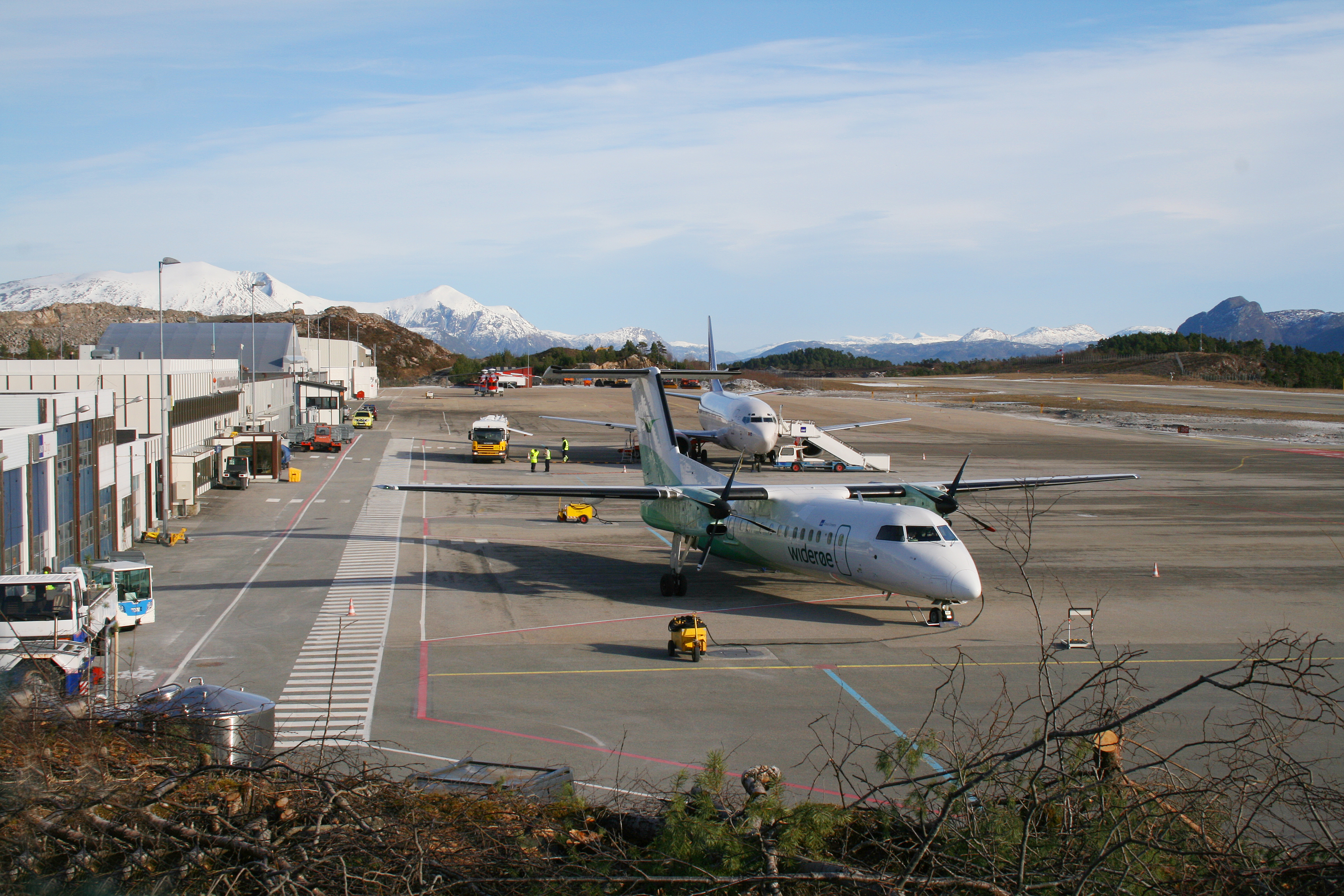
Widerøe Bombardier Dash 8 (найближчий) і Scandinavian Airlines Boeing 737 в аеропорту

SAS Commuter почала виконувати рейси Norwegian Air Shuttle з 1 квітня 2003 року. Braathens об'єдналися, щоб створити SAS Braathens у травні 2004 року, і нова авіакомпанія почали здійснювати рейси до Осло. У 2007 році він перейшов до Скандинавських авіаліній. Авіакомпанія City Star Airlines розпочала перший міжнародний маршрут до Абердина 10 жовтня 2005 року на літаку Dornier 328. Маршрут тривав до лютого 2008 року.
У 2007 році відкрито магазин безмитної торгівлі. Починаючи з 2010 року компанія Avinor провела капітальний ремонт аеропорту. 240 мільйонів крон було витрачено на розширення злітно-посадкової смуги з 1760 до 2380 м. Це дозволило злітати більш важким літакам і підвищить бажання використовувати аеродром для чартерних турів Середземним морем. Він був відкритий 19 жовтня 2012 року, незабаром після того, як було введено в експлуатацію нову більшу автостоянку. Наступним етапом стало будівництво більшого терміналу. Іншими незначними проектами були новий ангар авіації загального призначення та новий гелікоптерний ангар. Загальні інвестиції були оцінені в норвезьких крон 500 мільйонів і були завершені в 2017 році.

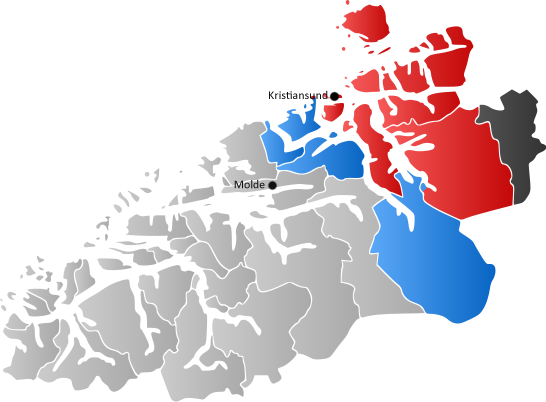
Зона обслуговування аеропорту (червоний) і зони, які знаходяться на рівній відстані між Крістіансунном та Молде (синій)

Маршрути SAS Commuter до Бергена та Тронгейма перейшли до Widerøe у 2010 році. 28 серпня 2013 року BMI Regional запровадив щоденні рейси Embraer 135 із Крістіансунна до Абердина, орієнтуючись на нафтову промисловість. Авіакомпанія розпочала внутрішні рейси 23 січня 2014 року до аеропорту Ставангера. Цей маршрут був припинений у травні того ж року.

## Опис
Аеропорт розташований на хребті Квернбергет, пагорбі на острові Нордландет у Крістіансунні. Перебуває у власності та управляється державною компанією Avinor, це єдиний аеропорт з регулярними рейсами в регіоні. Він має асфальтовану злітно-посадкову смугу з фізичними розмірами 2390 та 45 м. Аеропорт оснащений системою посадки за приладами I категорії в обох напрямках. Аеропорт оснащений пожежно-рятувальною службою 7 категорії. Паралельної руліжної доріжки немає.

## Авіалінії та напрямки
| Авіакомпанія          | Пункт призначення                |
| --------------------- | -------------------------------- |
| Flyr                  | Осло-Гардермуен                  |
| Scandinavian Airlines | Осло-Гардермуен                  |
| Widerøe               | Олесунн, Берген, Молде, Тронгейм |

## Статистика
Див. джерело запитів Вікіданих та джерела.

## Наземний транспорт
Аеропорт розташований на відстані 7 км від центру міста, недалеко від національної дороги 70. Fram обслуговує два автобуси, які курсують двічі на годину. Час у дорозі близько двадцяти п'яти хвилин. Є платна стоянка на 350 місць. Є таксі та прокат автомобілів.